# 福隆市社
福隆市社是越南平福省下辖的一個市社。

## 地理
福隆市社北接布亚摩县，西和南接富盈县，东接布当县。

## 历史
2009年8月11日，福隆县以托麻市镇、福平市镇、山江社、隆江社、福信社2市镇3社和平山社、平新社2社部分区域析置福隆市社；托麻市镇分设为隆水坊和托麻坊，山江社改制为山江坊，福平市镇析置福平坊，福平市镇剩余区域和平山社、平新社部分区域合并为隆福坊。

## 行政区划
福隆市社下辖5坊2社，市社人民委员会位于隆福坊。
- 隆福坊（Phường Long Phước）
- 隆水坊（Phường Long Thuỷ）
- 福平坊（Phường Phước Bình）
- 山江坊（Phường Sơn Giang）
- 托麻坊（Phường Thác Mơ）
- 隆江社（Xã Long Giang）
- 福信社（Xã Phước Tín）